# Крајпуташи браћи Лукић у Леушићима
Крајпуташи браћи Лукић у Леушићима (општина Горњи Милановац) налазе се у близини места где је некада постојало велико стабло храста лужњака - запис, такозвани "Жижовића грм". Споменици су посвећени Лукићима, рођеној браћи Вукоману и Драгојлу, који су изгубили животе током Првог светског рата.

## Опис
Споменици припадају репрезентативном типу. Рад су познатог каменоресца Уроша Марковића из Прањана. Споменици су једновремено направљени, готово идентичних димензија и сличне обраде. Само се клесани детаљи и боја камена донекле разликују.
Оба споменика су готово идентична - у облику танке плоче која се завршава крстом. Предње стране су богато профилисане и декорисане, нарочито у највишим зонама. Крстови су украшени елегантним декоративним урезима између којих се чита натис ИС ХС НИ КА - "Исус Христос побеђује". У средини крстова, у високом рељефу исклесане су две различите цветне "гране" симболичног значења. Различита је и профилација лукова који надвисују поља са епитафима, као и декоративни биљни орнаменти у дну споменика. У уоквирена поља уписан је текст епитафа, који се наставља на полеђини споменика. И овде су, пратећи форму крста, урезане декоративне арабескне линије. У пресеку крстова на Драгојловом споменику урезан је крст, а на Вукановом симбол вечности - "дрво живота".

### Материјал, димензије, стање
Споменици су исклесани од беличастог камена "кабларца". Углачане површине имају призвук ружичасте и плаве боје. Димензије споменика готово су идентичне: 110х43х11 cm, док су димензије декоративних крстова 43х41 cm. Оба обележја су монтирана на заједничку основу - "цоклу" дужине 125 cm. Споменици, временом патинирани, добро су очувани.

## Епитафи

### Епитаф Вукоману Лукићу
ВУКОМАН
ЛУКИЋ ИЗ
ЛЕУШИЋА. БОЛНИ:
ЧАР. ШУМАДИН
СКЕ ДИВИЗИЈЕ
ПАО. ЗА. СВОЈУ
Текст се наставља испод флоралног орнамента:
ОТАЏБИНУ. У. 21 Г.
13. Ј - 1915. Г. ПРИЂИ
МИЛИ ПУТНИЧЕ
НАШОЈ ПРОШЛОСТИ
Текст се наставља на полеђини споменика:
ТУГУЈУЋИ
ВАШ ОТАЦ
ТЕОДОР МАТИ
ДРАГИНА БРАЋА
ВЕСЕЛИН МИЛИЋ
СЕСТРЕ АНИЦА
СОФИЈА ЂУКА
И МИЛА СНА
ИВАНКА 1920.
ГОД.

### Епитаф Драгојлу Лукићу
ДРАГОЈЛЕ
ЛУКИЋ. ИЗ
ЛЕУШИЋА
ВОЈНИК 4.ТЕ
ЧЕТЕ I БАТ
АЉОНА. 11.
ПУКА. ПАО. ЗА
ОТАЏБИНУ
У 28 Г.
Текст се наставља испод флоралног орнамента:
1917. Г. ПРОЧИТАЈ
ТЕ. ТУЖНУ. НАШУ
МЛАДОС
Текст се наставља на полеђини споменика:
ОЖАЛОШЋЕНИ
ОТАЦ
ТЕОДОР МАТИ
ДРАГИНА БРАЋА
ВЕСЕЛИН МИЛИЋ
СЕСТРЕ АНИЦА
СОФИЈА
ЂУРЂИЈА
МИЛА СНАЈКА
ИВАНКА БОГ
ВАМ ДУШИЦУ
ОПРОСТИ МИЛИ
ДЕВЕРИ